# روجر براون (لاعب كريكت)
روجر براون (9 أغسطس 1959 في أستراليا - ) (بالإنجليزية: Roger Brown)‏ هو لاعب كريكت أسترالي. لعب مع فريق تسمانيا للكريكت.

## وصلات خارجية
- روجر براون على موقع إي آس بي آن كريك إنفو (الإنجليزية)